# Camp de refugiats de Xatila
El camp de refugiats de Xatila (àrab: مخيم شاتيلا, muẖayyam Xātīlā) és un camp de refugiats, establert originalment per a refugiats palestins el 1949. Es troba al sud de Beirut, Líban, i alberga a més de 9.842 refugiats palestins inscrits. Des de l'esclat de la guerra civil siriana, la població del campament s'ha vist incrementada amb refugiats sirians que fugen del seu país. A partir de 2014, la població del campament s'estima que és de 10.000 a 22.000 persones.

## Història

### Establiment
El Comitè Internacional de la Creu Roja va establir el campament per tal de donar cabuda a centenars de refugiats que van arribar allà després del 1948. Eren de pobles al voltant de la zona d'Amka, Majd al Krum i Yajur al nord de Palestina.

### Durant la guerra civil libanesa
La massacre de Sabra i Xatila va ser la massacre d'entre 762 i 3.500 civils, majoritàriament palestins i xiïtes libanesos, per membres de la milícia Kataeb al barri de Sabra i Xatila des de les 6:00 pm aproximadament del 16 de setembre fins a les 8:00 am 18 setembre 1982.

### Durant la guerra civil siriana
Des de l'esclat de la guerra civil siriana en 2011, la població del Líban ha augmentat en més d'un milió de refugiats sirians que fugen de la guerra que hi ha al seu país.

## Gestió
El campament comprèn aproximadament un quilòmetre quadrat i, per tant, té una excepcionalment alta densitat de població.
L'UNRWA gestiona un centre de salut i dues escoles primàries dins del camp. Entre les ONG actives en el camp es poden citar Al-Najda, Beit Atfal Al-Soumoud, Ajuda Popular de Noruega, la Societat Palestina de la Mitja Lluna Roja i l'Associació Najdeh.